# Logis de Boussac
Le logis de Boussac a été construit à partir de 1695 par Jacques Perrin, près de Richemont, sur les bords de l'Antenne, en hauteur du bief du moulin, sur la commune actuelle de Cherves-Richemont.

## Historique
Le moulin à blé de Boussac date du XIVe siècle ou avant, car il en est fait mention le 14 mars 1426 comme étant en ruine pour cause de guerre depuis plus de 30 ans. Et un logis existait : en 1500 y habite Pierre Raffard sieur de Boussac puis plus tard Benjamin de Lestang
En 1692 Jean et Jacques Perrin, associés dans un commerce d'eaux de vie et propriétaires de l'Hôtel Perrin, rue Saulnier à Cognac achètent le domaine de Boussac. Vers 1695, après le partage de leurs biens Jacques Perrin fait construire le logis et prend le nom de Perrin de Boussac. Le pigeonnier carré sur étage, couvert de tuiles plates à droite de la grille d'entrée, date du XVIIIe siècle.
En 1786 il est donné l'autorisation d'une papeterie qui est construite en 1788 avec machine à papier, pièce de séchage et logements d'ouvriers. De l'autre côté de la route existe toujours un bâtiment avec logement du contremaître au rez-de-chaussée et séchoirs à papier à l'étage. On note deux ouvertures pour pigeons dans le mur. Le moulin à papier a fonctionné jusqu'en 1827.
Le logis de Boussac est inscrit aux Monuments historiques depuis 1987.
Le logis, propriété privée, se visite du  28 avril au 23 septembre les week-ends et jours fériés ou sur rendez-vous.

## Architecture
Le logis de Boussac, construit à la fin du XVIIe siècle est très représentatif de ces "demeures aux champs" édifiées pour goûter aux plaisirs de la campagne aux XVIIe et XVIIIe siècles. Le logis n'a pas subi de modification depuis sa construction. Il représente le prototype de la maison de campagne à la fin du règne de Louis XIV.
Il est formé d'un long bâtiment sans étage avec au centre deux portes en vis-à-vis, celle côté cour donnant sur un perron et surmontée d'une balustrade et d'un cadran solaire. Côté jardin la porte s'ouvre sur un escalier en fer à cheval qui descend vers la terrasse.
Deux pavillons flanquent le corps de logis.

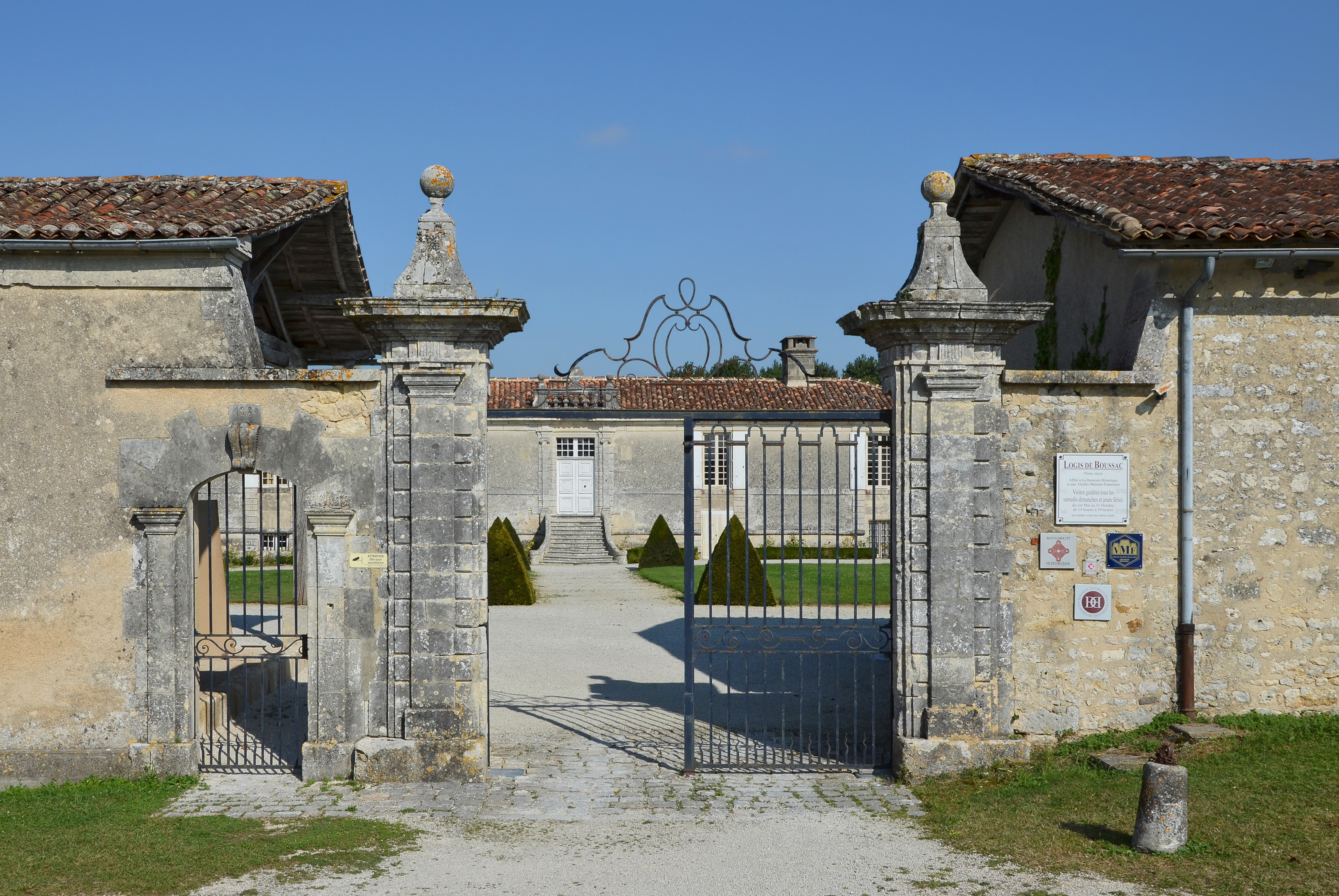
Grille d'entrée.
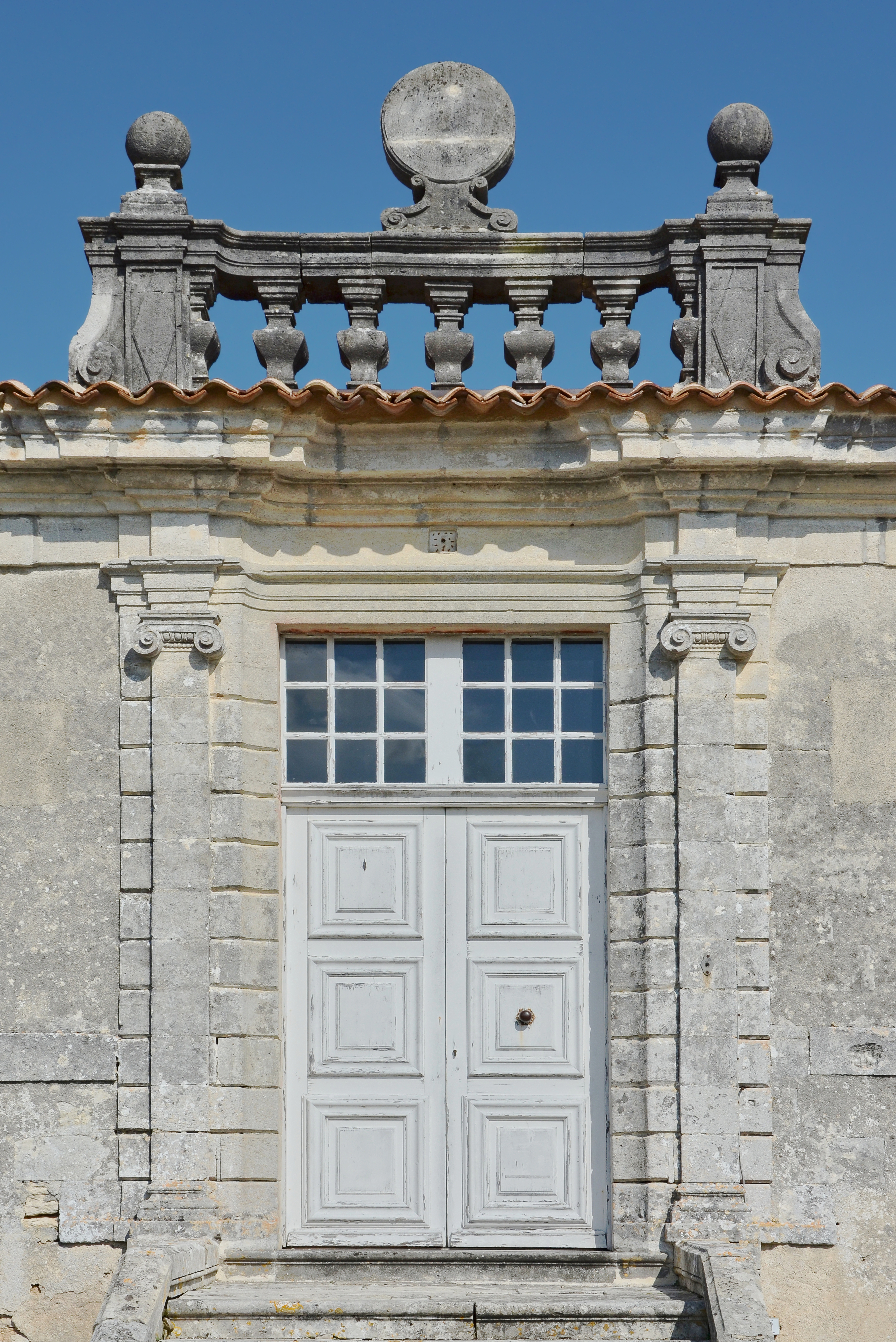
Porte et cadran solaire.
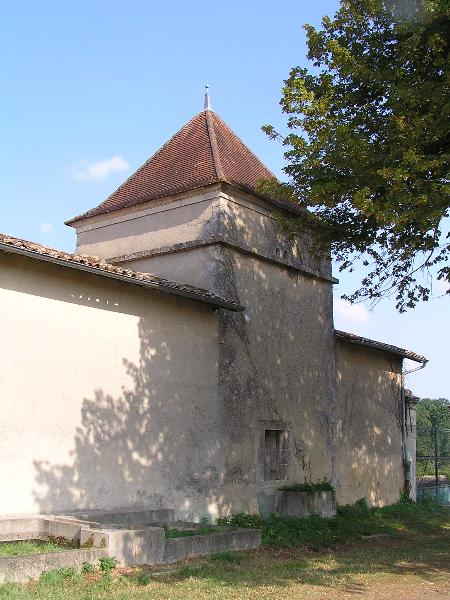
Le pigeonnier.

## Visites
Le logis se visite du 1er juillet au 10 août. Visites extérieures libres, visites intérieures guidées.